# Bothrinia chennellii
Bothrinia chennellii is een vlinder uit de familie van de Lycaenidae. De wetenschappelijke naam van de soort is voor het eerst gepubliceerd in 1884 door Lionel de Nicéville.

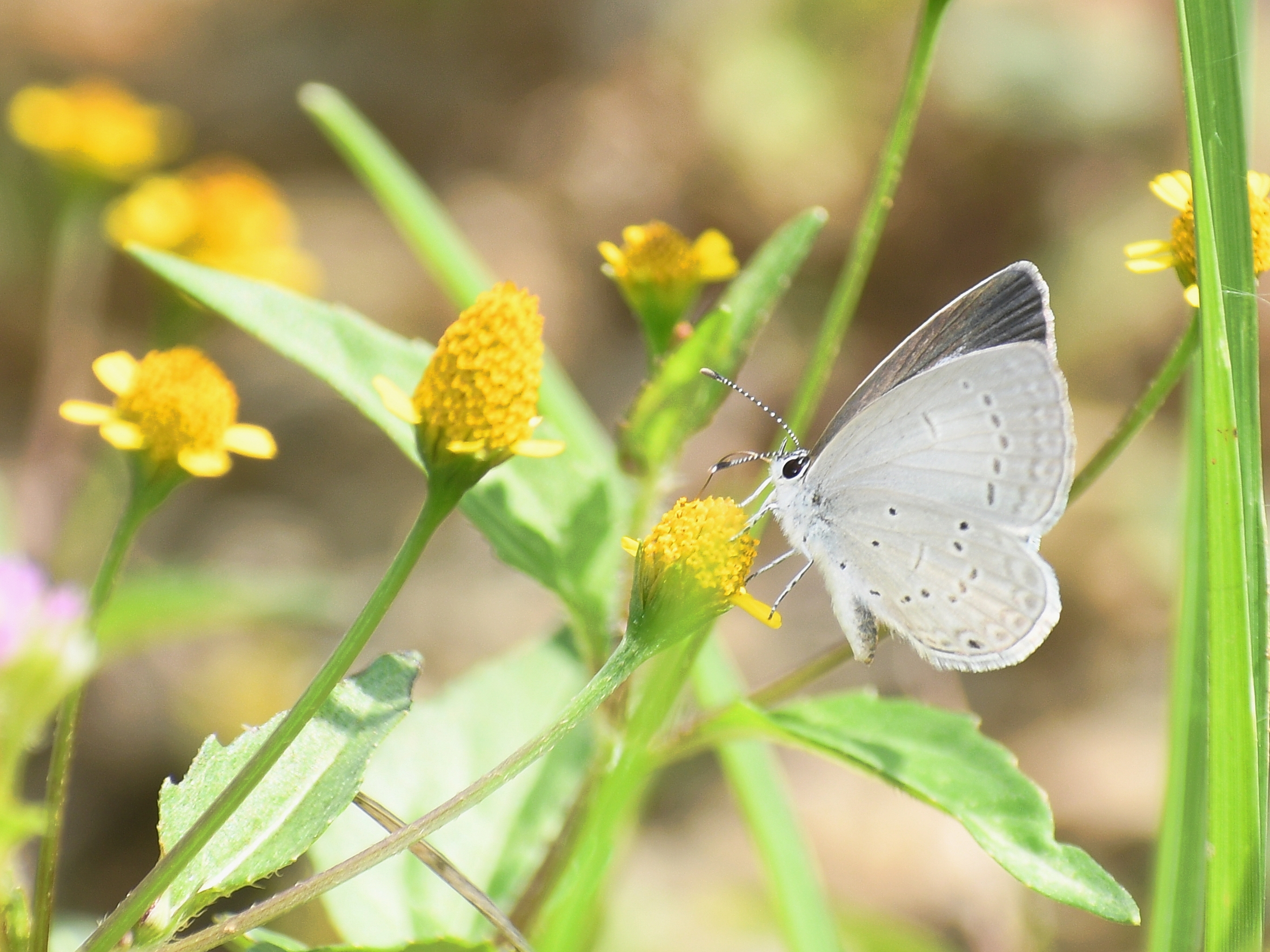

## Verspreiding
De soort komt voor in India (Meghalaya, Sikkim), Myanmar, Noord-Thailand en Laos.

## Ondersoorten
- Bothrinia chennellii chennellii (de Nicéville, 1884)
- Bothrinia chennellii celastroides (Shirôzu & Saigusa, 1962)
  - = Everes celastroides Shirozu & Saigusa,1962